# 카일 앨런 (배우)
카일 해밀턴 앨런(영어: Kyle Hamilton Allen, 1994년 10월 10일 ~ )은 미국의 배우이다.

## 출연 작품

### 영화
- 아주 작고 완벽한 것들의 지도 (2021)
- 웨스트 사이드 스토리 (2021)
- 로잘린 (2022)
- 지상 최대 맥주배달 작전 (2022)
- 베니스 유령 살인사건 (2023) - 맥심 제러드 역

### 텔레비전
- 아메리칸 호러 스토리: 종말 (2018)